# Tull Gasmann
Tull Gasmann (ur. 6 lipca 1927 w Aker, zm. 14 grudnia 2005 w Oslo) – norweska narciarka alpejska, uczestniczka zimowych igrzysk olimpijskich 1952 rozgrywanych w Oslo. Złota medalistka mistrzostw Norwegii z 1951 roku w slalomie.

## Osiągnięcia

### Igrzyska olimpijskie
| Miejsce | Dzień     | Rok  | Miejscowość | Konkurencja   | Czas biegu  | Strata   | Zwyciężczyni         |
| ------- | --------- | ---- | ----------- | ------------- | ----------- | -------- | -------------------- |
| 35.     | 14 lutego | 1952 | Oslo        | Slalom gigant | 2:34.3 min. | +26.3 s. | Andrea Mead-Lawrence |
| 33.     | 20 lutego | 1952 | Oslo        | Slalom        | 2:36.9 min. | +27.5 s. | Andrea Mead-Lawrence |